# Soldallianz Zürichs mit Ludwig XIV.

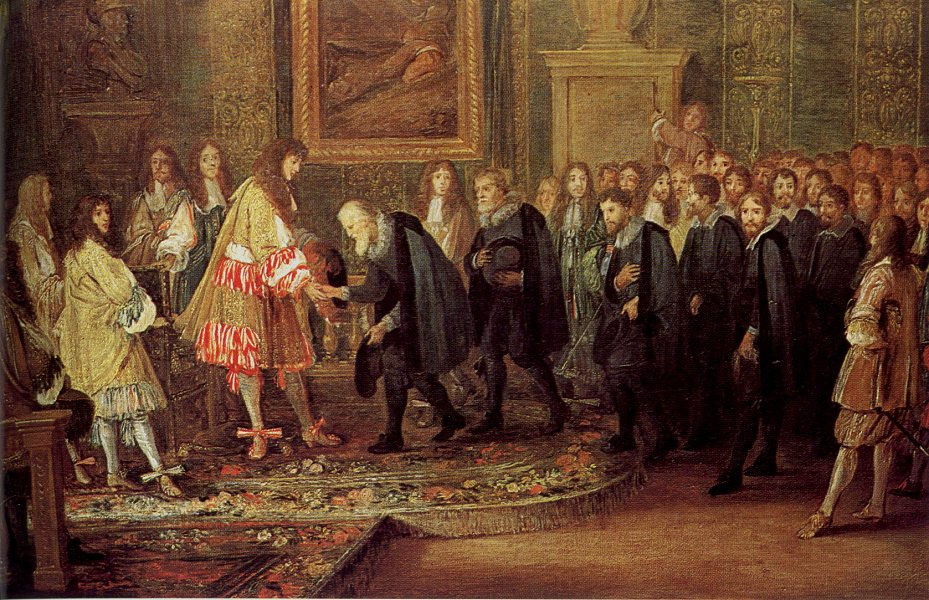
Johann Heinrich Waser an der Spitze der eidgenössischen Delegation am Hof Ludwig XIV. 1663

Die Soldallianz Zürichs mit Ludwig XIV. war ein Militärbündnis von 1663, welches am 22. Mai 1658 initiiert und am 1. Juni desselben Jahres durch Frankreich ratifiziert dem Sonnenkönig ermöglichte, dass die Truppen der alten Eidgenossenschaft unter Frankreichs Besoldung sich gegen das eigene Land richteten.
1663 beschwor eine eidgenössische Delegation der dreizehn Orte in Paris, angeführt vom Zürcher Bürgermeister Waser, die Soldallianz Zürichs mit dem Sonnenkönig. Zur Zürcher Delegation gehörten auch Konrad Werdmüller und Heinrich Escher. Die Nachteile dieser Allianz wurden offenbar, als die Hegemonialpolitik Ludwigs XIV. und der Machtschwund Habsburg-Österreichs die politische Landschaft Europas grundlegend veränderten. Für das evangelische Zürich und seine eidgenössischen Bundesgenossen wurde die zunehmend antiprotestantische Politik des Sonnenkönigs, namentlich nach der Aufhebung des Ediktes von Nantes, sowie seine Eroberungskriege gegen die Glaubensgenossen in den Niederlanden zu einer schweren Belastung. Man begann sich immer ernsthafter nach dem Nutzen dieser Allianz zu fragen, deren Nachteile offen zutage lagen. So gerieten all jene ins Schussfeld der Kritik, die sich für diese Verbindung eingesetzt hatten. Man vermutete hinter ihrer Haltung eine persönliche Vorteilsnahme, eine Einschätzung, die inzwischen revidiert wurde.
Die Gründe für die Erneuerung der Soldallianz mit Frankreich waren zum einen die wirtschaftlicher Notwendigkeit guter Handelsbeziehungen mit Frankreich, zum andern der Schutz der zürcherisch-evangelischen Interessen. Da eine Verbindung mit England und Holland scheiterte, war für Zürich die Anlehnung an den Rivalen von Spanien und Österreich unausweichlich.
Nachdem es Frankreich gelang, die Soldallianz mit den katholischen Orten allein zu erneuern, konnte das evangelische Zürich nicht mehr abseitsstehen, zumal Frankreich sich für stabile Verhältnisse in der Eidgenossenschaft einsetzte und imstande war, den Eingriff von Österreich, Spanien oder Savoyen aufseiten der katholischen Orte zu verhindern.
Nach sieben Jahren zähen Verhandelns und Feilschens um die Bedingungen der Allianzverlängerung, nach langem diplomatischen Ränkespiel und nach massivem wirtschaftlichem Druck Frankreichs lenkten die evangelischen Orte 1658 ein. Sie erneuerten die alte Soldallianz mit Beibriefen und Erläuterungen. Frankreich versprach dafür, nach dem Friedensabkommen mit Spanien sowohl die jährlichen Pensionszahlungen als auch den Zinsendienst für die alten Anleihen wieder aufzunehmen, die ausstehenden Forderungen zu begleichen und die Zölle für die eidgenössischen Kaufleute wieder aufzuheben.